# ليندسي ويلسون
ليندسي ويلسون (بالإنجليزية: Lindsay Wilson)‏ هو مجدف نيوزيلندي، ولد في 15 أكتوبر 1948 في ميتهفن ‏ في نيوزيلندا.

## وصلات خارجية
- ليندسي ويلسون على موقع الاتحاد الدولي للتجديف (الإنجليزية)
- ليندسي ويلسون على موقع اللجنة الأولمبية الدولية (الإنجليزية)
- ليندسي ويلسون على موقع أوليمبيديا (الإنجليزية)
- ليندسي ويلسون على موقع اللجنة الأولمبية النيوزيلندية (الإنجليزية)